# دوايت مورو
دوايت مورو (بالإنجليزية: Dwight Morrow) هو دبلوماسي ومحامي وسياسي أمريكي، ولد في 11 يناير 1873 في هنغتينغتون في الولايات المتحدة، وتوفي في 5 أكتوبر 1931 في إنغلوود في الولايات المتحدة. حزبياً، نشط في الحزب الجمهوري. وقد انتخب سفير الولايات المتحدة لدى المكسيك ‏ (1927 – 1930) وانتخب عضو مجلس الشيوخ الأمريكي (3 ديسمبر 1930 – 5 أكتوبر 1931).

## روابط خارجية
- دوايت مورو على موقع الموسوعة البريطانية (الإنجليزية)
- دوايت مورو على موقع إن إن دي بي (الإنجليزية)